# Hassan El Kashief
Hassan El Kashief (arábico: حسن الكشيف‎) (26 de março de 1956) é um antigo atleta sudanês que se notabilizou no final da década de 70 em provas internacionais de 200 e, principalmente, de 400 metros.

## Recordes pessoais
| Prova      | Tempo   | Data       | Local                 |
| ---------- | ------- | ---------- | --------------------- |
| 200 metros | 20.77 s | 24.07.1978 | Argel, Argélia        |
| 400 metros | 44.76 s | 03.06.1982 | Provo, Estados Unidos |